# Carex wenshanensis
Espèce
Classification phylogénétique
Carex wenshanensis est une espèce des plantes du genre Carex et de la famille des Cyperaceae.